# جائزة المجر الكبرى 2001
جائزة المجر الكبرى 2001 (بالإنجليزية: 2001 Hungarian Grand Prix)‏ هو سباق فورمولا 1 أقيم بتاريخ 19 أغسطس 2001 في حلبة المجر، بودابست. كان الثالث عشر من أصل 17 في بطولة العالم لسباقات الفورمولا واحد موسم 2001. حلّ الألماني مايكل شوماخر أولا بينما جاء البرازيلي روبنز باركيلو في المركز الثاني وحصل على المركز الثالث البريطاني ديفيد كولتهارد.

## الترتيب النهائي
| الترتيب | السائق         | النقاط |
| ------- | -------------- | ------ |
| 1       | مايكل شوماخر   | 94     |
| 2       | ديفيد كولتهارد | 51     |
| 3       | روبنز باركيلو  | 46     |
| 4       | رالف شوماخر    | 44     |
| 5       | ميكا هاكينن    | 21     |
| المصدر: |                |        |